# Sport Club Fortuna Köln 1981-1982
Questa voce raccoglie le informazioni riguardanti il Sport Club Fortuna Köln nelle competizioni ufficiali della stagione 1981-1982.

## Stagione
Nella stagione 1981-1982 il Fortuna Colonia, allenato da Martin Luppen, concluse il campionato di 2. Bundesliga al 10º posto. In Coppa di Germania il Fortuna Colonia fu eliminato al secondo turno dal Hessen Kassel.

## Rosa
| N. |                      | Ruolo | Calciatore            |
| -- | -------------------- | ----- | --------------------- |
|    | Germania (bandiera)  | P     | Wolfgang Link         |
|    | Germania (bandiera)  | P     | Franz-Josef Pauly     |
|    | Germania (bandiera)  | P     | Gerhard Welz          |
|    | Germania (bandiera)  | D     | Willi Gless           |
|    | Islanda (bandiera)   | D     | Janus Guðlaugsson     |
|    | Germania (bandiera)  | D     | Adolf Kuhlen          |
|    | Danimarca (bandiera) | D     | Flemming Nielsen      |
|    | Germania (bandiera)  | D     | Erich Sauk            |
|    | Germania (bandiera)  | D     | Hans-Jürgen Scheinert |
|    | Germania (bandiera)  | C     | Winrich Borkhart      |
|    | Germania (bandiera)  | C     | Dieter Finkler        |
|    | Germania (bandiera)  | C     | Hans-Jürgen Gede      |

| N. |                     | Ruolo | Calciatore           |
| -- | ------------------- | ----- | -------------------- |
|    | Austria (bandiera)  | C     | Robert Hanschitz     |
|    | Germania (bandiera) | C     | Hannes Linßen        |
|    | Germania (bandiera) | C     | Wolfgang Rolff       |
|    | Germania (bandiera) | C     | Norbert Schmitz      |
|    | Germania (bandiera) | C     | Willi Schmitz        |
|    | Germania (bandiera) | A     | Hans Fos             |
|    | Germania (bandiera) | A     | Walter Hoffmann      |
|    | Germania (bandiera) | A     | André Kröning        |
|    | Germania (bandiera) | A     | Karl-Heinz Mödrath   |
|    | Germania (bandiera) | A     | Dieter Trunk         |
|    | Germania (bandiera) | A     | Bernd Vittinghoff    |
|    | Germania (bandiera) | A     | Hermann-Josef Werres |

## Organigramma societario
Area tecnica
- Allenatore: Martin Luppen
- Allenatore in seconda:
- Preparatore dei portieri:
- Preparatori atletici:

## Calciomercato

### Sessione estiva
| Acquisti | Acquisti              | Acquisti         | Acquisti |
| R.       | Nome                  | da               | Modalità |
| -------- | --------------------- | ---------------- | -------- |
| A        | Dieter Trunk          | Norimberga       |          |
| C        | Robert Hanschitz      | Saarbrücken      |          |
| D        | Hans-Jürgen Scheinert | Bayer Leverkusen |          |
| A        | Bernd Vittinghoff     | Preußen Münster  |          |

| Cessioni | Cessioni           | Cessioni      | Cessioni |
| R.       | Nome               | a             | Modalità |
| -------- | ------------------ | ------------- | -------- |
| D        | Adalbert Grzelak   | Friburgo      |          |
| C        | Jochen Goll        | Hannover 96   |          |
| A        | Elmar Jürgens      | RFC Liegi     |          |
| A        | Hans-Peter Mentzel | Viktoria Goch |          |
| C        | Ludwig Schuster    | Bienne        |          |

### Sessione invernale
| Acquisti | Acquisti | Acquisti | Acquisti |
| R.       | Nome     | da       | Modalità |
| -------- | -------- | -------- | -------- |

| Cessioni | Cessioni | Cessioni | Cessioni |
| R.       | Nome     | a        | Modalità |
| -------- | -------- | -------- | -------- |

## Risultati

### 2. Bundesliga

#### Girone di andata
| Arbitro: | Tritschler |

|  |           |             |
|  | Marcatori | 84’ Mödrath |

| Arbitro: | Risse |

|                           |           |                 |
| Mödrath 3’, 85’ Rolff 20’ | Marcatori | 49’ Leiendecker |

| Arbitro: | Glaw |

|                               |           |  |
| Remark 19’ Mohr 22’, 26’, 86’ | Marcatori |  |

| Arbitro: | Wiesel |

|                 |           |                                  |
| Vittinghoff 17’ | Marcatori | 59’ Bittcher 86’ (rig.) Stichler |

| Arbitro: | Wahmann |

|                       |           |           |
| Mödrath 36’, 48’, 88’ | Marcatori | 31’ Reich |

| Arbitro: | Michel |

|            |           |           |
| Traser 72’ | Marcatori | 48’ Rolff |

| Arbitro: | Neuner |

|                             |           |  |
| Vittinghoff 54’ Grzelak 60’ | Marcatori |  |

| Arbitro: | Jupe |

|                              |           |                        |
| Steinkirchner 19’ Täuber 69’ | Marcatori | 33’ Mödrath 70’ Linßen |

| Arbitro: | Waltert |

|                            |           |             |
| Werres 2’, 83’ Mödrath 16’ | Marcatori | 53’ Feilzer |

| Arbitro: | Hellwig |

|                                |           |                      |
| Willkomm 10’ (rig.) Wagner 73’ | Marcatori | 46’ Rolff 53’ Werres |

| Arbitro: | Engel |

|                                                  |           |                                 |
| Vittinghoff 14’ Mödrath 18’, 75’ Guðlaugsson 33’ | Marcatori | 9’ Franusch 19’ Bein 83’ Kutzop |

| Arbitro: | Luca |

|                                         |           |  |
| Waas 9’ Sidka 65’ Hainer 70’ Völler 76’ | Marcatori |  |

| Arbitro: | Reichmann |

|                                                           |           |                           |
| Rolff 25’ Linßen 37’ Hanschitz 42’ Werres 45’ Mödrath 90’ | Marcatori | 69’ Lorenz 83’ Olaidotter |

| Arbitro: | Dellwing |

|                              |           |                             |
| Melis 19’ Lenz 24’, 70’, 82’ | Marcatori | 63’ Mödrath 85’ Vittinghoff |

| Arbitro: | Barnick |

|                                      |           |                                  |
| Vittinghoff 21’ Werres 33’ Gless 66’ | Marcatori | 14’ Obermüller 87’ (rig.) Derigs |

| Arbitro: | Möller |

|                     |           |  |
| Schipper 43’ (rig.) | Marcatori |  |

| Arbitro: | Redelfs |

|                                 |           |                    |
| Vittinghoff 38’ Guðlaugsson 81’ | Marcatori | 1’ Bührer 60’ Hein |

| Arbitro: | Sahner |

|                                   |           |                  |
| Aumeier 7’, 54’ Sommerer 67’, 85’ | Marcatori | 42’, 87’ Mödrath |

| Arbitro: | Eli |

|                              |           |                                  |
| Rolff 60’ Mödrath 63’ (rig.) | Marcatori | 24’ Schatzschneider 85’ Bebensee |

#### Girone di ritorno
| Arbitro: | Huster |

|                                    |           |  |
| Mödrath 13’ Vittinghoff 88’ (rig.) | Marcatori |  |

| Arbitro: | Werner |

|                   |           |                      |
| Werres 82’ (aut.) | Marcatori | 1’ Mödrath 76’ Rolff |

| Arbitro: | Hontheim |

|                                 |           |                                    |
| Vittinghoff 50’ Gede 89’ (rig.) | Marcatori | 28’ Killmaier 65’, 80’, 83’ Remark |

| Arbitro: | Ulm |

|                        |           |                          |
| Janzon 76’ Drexler 80’ | Marcatori | 56’ Mödrath 90’ Hoffmann |

| Arbitro: | Walz |

|                                  |           |                 |
| Ludwig 21’ Schulzke 59’ Benz 79’ | Marcatori | 18’ Vittinghoff |

| Arbitro: | Horeis |

|                                |           |  |
| Vittinghoff 2’ (rig.) Gede 61’ | Marcatori |  |

| Arbitro: | Waltert |

|                                      |           |             |
| Wegmann 3’ Grillemeier 28’, 46’, 57’ | Marcatori | 16’ Schmitz |

| Arbitro: | Meijerink |

|               |           |            |
| Scheinert 14’ | Marcatori | 31’ Nickel |

| Arbitro: | Luca |

|             |           |               |
| Raschid 48’ | Marcatori | 82’ Hanschitz |

| Arbitro: | Neuner |

|                          |           |  |
| Vittinghoff 47’ Gede 66’ | Marcatori |  |

| Arbitro: | Roth |

|                              |           |           |
| Bein 22’ Walz 84’ Krause 88’ | Marcatori | 34’ Rolff |

| Arbitro: | Föckler |

|                       |           |            |
| Hoffmann 60’ Gede 85’ | Marcatori | 50’ Völler |

| Arbitro: | Kasperowski |

|                                 |           |                           |
| Lehmann 10’ Borkhart 57’ (aut.) | Marcatori | 45’ Schmitz 85’ Scheinert |

| Arbitro: | Ulm |

|                            |           |                     |
| Hoffmann 21’ Scheinert 53’ | Marcatori | 45’ Wolf 78’ Krüger |

| Arbitro: | Eli |

|                                 |           |                     |
| Öttle 11’ Konschal 30’ Linz 72’ | Marcatori | 50’ Rolff 89’ Gless |

| Arbitro: | Malbranc |

|  |           |               |
|  | Marcatori | 37’, 72’ Wolf |

| Arbitro: | Niebergall |

|                             |           |                          |
| Sebert 62’ (rig.) Böhni 88’ | Marcatori | 45’ Werres 74’ Hanschitz |

| Arbitro: | Waltert |

|                                                           |           |             |
| Schmitz 12’ Rolff 26’ Finkler 42’ Gless 44’ Scheinert 90’ | Marcatori | 24’ Tönnies |

| Arbitro: | Luca |

|                         |           |  |
| Hartmann 7’ Dierßen 10’ | Marcatori |  |

### Coppa di Germania
| Arbitro: | Gathmann |

|           |           |                       |
| Bachg 77’ | Marcatori | 54’ Gless 67’ Mödrath |

| Arbitro: | Heitmann |

|           |           |  |
| Grau 103’ | Marcatori |  |

## Statistiche

### Statistiche di squadra
| Competizione      | Punti | In casa | In casa | In casa | In casa | In casa | In casa | In trasferta | In trasferta | In trasferta | In trasferta | In trasferta | In trasferta | Totale | Totale | Totale | Totale | Totale | Totale | DR |
| Competizione      | Punti | G       | V       | N       | P       | Gf      | Gs      | G            | V            | N            | P            | Gf           | Gs           | G      | V      | N      | P      | Gf     | Gs     | DR |
| ----------------- | ----- | ------- | ------- | ------- | ------- | ------- | ------- | ------------ | ------------ | ------------ | ------------ | ------------ | ------------ | ------ | ------ | ------ | ------ | ------ | ------ | -- |
| 2. Bundesliga     | 39    | 19      | 12      | 4       | 3       | 46      | 27      | 19           | 2            | 7            | 10           | 24           | 45           | 38     | 14     | 11     | 13     | 70     | 72     | -2 |
| Coppa di Germania | -     | 0       | 0       | 0       | 0       | 0       | 0       | 2            | 1            | 0            | 1            | 2            | 2            | 2      | 1      | 0      | 1      | 2      | 2      | 0  |
| Totale            | 39    | 19      | 12      | 4       | 3       | 46      | 27      | 21           | 3            | 7            | 11           | 26           | 47           | 40     | 15     | 11     | 14     | 72     | 74     | -2 |

### Andamento in campionato
| Giornata  | 1 | 2 | 3 | 4  | 5 | 6 | 7 | 8 | 9 | 10 | 11 | 12 | 13 | 14 | 15 | 16 | 17 | 18 | 19 | 20 | 21 | 22 | 23 | 24 | 25 | 26 | 27 | 28 | 29 | 30 | 31 | 32 | 33 | 34 | 35 | 36 | 37 | 38 |
| --------- | - | - | - | -- | - | - | - | - | - | -- | -- | -- | -- | -- | -- | -- | -- | -- | -- | -- | -- | -- | -- | -- | -- | -- | -- | -- | -- | -- | -- | -- | -- | -- | -- | -- | -- | -- |
| Luogo     | T | C | T | C  | C | T | C | T | C | T  | C  | T  | C  | T  | C  | T  | C  | T  | C  | C  | T  | C  | T  | T  | C  | T  | C  | T  | C  | T  | C  | T  | C  | T  | C  | T  | C  | T  |
| Risultato | V | V | P | P  | V | N | V | N | V | N  | V  | P  | V  | P  | V  | P  | N  | P  | N  | V  | V  | P  | N  | P  | V  | P  | N  | N  | V  | P  | V  | N  | N  | P  | P  | N  | V  | P  |
| Posizione | 6 | 2 | 5 | 12 | 9 | 7 | 5 | 5 | 1 | 3  | 2  | 5  | 4  | 6  | 4  | 5  | 6  | 8  | 7  | 6  | 5  | 6  | 7  | 9  | 6  | 9  | 10 | 10 | 9  | 10 | 10 | 9  | 10 | 10 | 11 | 11 | 10 | 10 |

Legenda:

Luogo: C = Casa; T = Trasferta. Risultato: V = Vittoria; N = Pareggio; P = Sconfitta.

### Statistiche dei giocatori
| Giocatore      | 2. Bundesliga | 2. Bundesliga | 2. Bundesliga | 2. Bundesliga | Coppa di Germania | Coppa di Germania | Coppa di Germania | Coppa di Germania | Totale   | Totale | Totale      | Totale     |
| Giocatore      | Presenze      | Reti          | Ammonizioni   | Espulsioni    | Presenze          | Reti              | Ammonizioni       | Espulsioni        | Presenze | Reti   | Ammonizioni | Espulsioni |
| -------------- | ------------- | ------------- | ------------- | ------------- | ----------------- | ----------------- | ----------------- | ----------------- | -------- | ------ | ----------- | ---------- |
| W. Borkhart    | 6             | 0             | 0             | 0             | 0                 | 0                 | 0                 | 0                 | 6        | 0      | 0           | 0          |
| D. Finkler     | 32            | 1             | 6             | 0             | 1                 | 0                 | 0                 | 0                 | 33       | 1      | 6           | 0          |
| H. Fos         | 22            | 0             | 5             | 0             | 1                 | 0                 | 0                 | 0                 | 23       | 0      | 5           | 0          |
| H. Gede        | 32            | 4             | 3             | 0             | 2                 | 0                 | 0                 | 0                 | 34       | 4      | 3           | 0          |
| W. Gless       | 34            | 3             | 0             | 0             | 2                 | 1                 | 0                 | 0                 | 36       | 4      | 0           | 0          |
| A. Grzelak     | 6             | 1             | 0             | 0             | 2                 | 0                 | 0                 | 0                 | 8        | 1      | 0           | 0          |
| J. Guðlaugsson | 24            | 2             | 3             | 0             | 2                 | 0                 | 0                 | 0                 | 26       | 2      | 3           | 0          |
| R. Hanschitz   | 23            | 3             | 3             | 0             | 1                 | 0                 | 1                 | 0                 | 24       | 3      | 4           | 0          |
| W. Hoffmann    | 26            | 3             | 5             | 0             | 2                 | 0                 | 0                 | 0                 | 28       | 3      | 5           | 0          |
| A. Kröning     | 5             | 0             | 0             | 0             | 0                 | 0                 | 0                 | 0                 | 5        | 0      | 0           | 0          |
| A. Kuhlen      | 2             | 0             | 0             | 0             | 0                 | 0                 | 0                 | 0                 | 2        | 0      | 0           | 0          |
| W. Link        | 1             | 0             | 0             | 0             | 0                 | 0                 | 0                 | 0                 | 1        | 0      | 0           | 0          |
| H. Linßen      | 15            | 2             | 1             | 0             | 2                 | 0                 | 1                 | 0                 | 17       | 2      | 2           | 0          |
| K. Mödrath     | 23            | 18            | 1             | 0             | 2                 | 1                 | 0                 | 0                 | 25       | 19     | 1           | 0          |
| F. Nielsen     | 5             | 0             | 1             | 0             | 1                 | 0                 | 0                 | 0                 | 6        | 0      | 1           | 0          |
| F. Pauly       | 15            | 0             | 0             | 0             | 0                 | 0                 | 0                 | 0                 | 15       | 0      | 0           | 0          |
| W. Rolff       | 35            | 9             | 4             | 1             | 2                 | 0                 | 0                 | 0                 | 37       | 9      | 4           | 1          |
| E. Sauk        | 13            | 0             | 0             | 0             | 0                 | 0                 | 0                 | 0                 | 13       | 0      | 0           | 0          |
| H. Scheinert   | 34            | 4             | 7             | 0             | 0                 | 0                 | 0                 | 0                 | 34       | 4      | 7           | 0          |
| N. Schmitz     | 20            | 3             | 2             | 0             | 0                 | 0                 | 0                 | 0                 | 20       | 3      | 2           | 0          |
| W. Schmitz     | 5             | 0             | 1             | 0             | 0                 | 0                 | 0                 | 0                 | 5        | 0      | 1           | 0          |
| D. Trunk       | 15            | 0             | 1             | 0             | 0                 | 0                 | 0                 | 0                 | 15       | 0      | 1           | 0          |
| B. Vittinghoff | 36            | 11            | 1             | 0             | 2                 | 0                 | 0                 | 0                 | 38       | 11     | 1           | 0          |
| G. Welz        | 23            | 0             | 1             | 0             | 2                 | 0                 | 0                 | 0                 | 25       | 0      | 1           | 0          |
| H. Werres      | 32            | 6             | 1             | 0             | 2                 | 0                 | 0                 | 0                 | 34       | 6      | 1           | 0          |